# Букавшин Іван Олександрович
Іван Олександрович Букавшин (нар. 3 травня 1995, Ростов-на-Дону — 12 січня 2016) — російський шахіст, гросмейстер з 2011 року.
Рейтинг на листопад 2015 року — 2657 (92-е місце у світі, 20-е в Росії).

## Досягнення
Чемпіон Росії у віці до 10 років (2005) і до 14 років (2008). Неодноразовий призер юнацьких першостей Європи та світу. Учасник Вищої Ліги Чемпіонату Росії серед чоловіків (2010). Член юнацької збірної Росії. У 2009 році в складі збірної Росії виграв юнацьку Олімпіаду до 16 років, показавши найкращий результат на своїй дошці.

## Зміни рейтингу
| На цьому місці має відображатися графік чи діаграма, однак з технічних причин його відображення наразі вимкнено. Будь ласка, не видаляйте код, який викликає це повідомлення. Розробники вже працюють для того, щоби відновити штатне функціонування цього графіка або діаграми. | |
| | На цьому місці має відображатися графік чи діаграма, однак з технічних причин його відображення наразі вимкнено. Будь ласка, не видаляйте код, який викликає це повідомлення. Розробники вже працюють для того, щоби відновити штатне функціонування цього графіка або діаграми. |